# Молодіжний чемпіонат світу з хокею із шайбою 1974
Молодіжний чемпіонат світу з хокею із шайбою 1974 (англ. 1974 World Junior Ice Hockey Championships) — неофіційній чемпіонат світу з хокею серед молодіжних команд, який відбувався у СРСР з 27 грудня 1973 року по 6 січня 1974 року.

## Результати
| Дата           | Матч                       | Рез. | Періоди       |
| -------------- | -------------------------- | ---- | ------------- |
| 27 грудня 1973 | Чехословаччина - Швеція    | 6-4  | 3-1, 1-2, 2-1 |
| 27 грудня 1973 | СРСР - Фінляндія           | 9-2  | 1-1, 3-1, 2-0 |
| 28 грудня 1973 | Канада - США               | 5-4  | 1-1,1-2,3-1   |
| 28 грудня 1973 | Швеція - Фінляндія         | 9-4  | 1-2,6-2,2-0   |
| 29 грудня 1973 | СРСР - Чехословаччина      | 7-5  | 1-0,6-2,0-3   |
| 30 грудня 1973 | Швеція - США               | 11-1 | 6-0,1-1,4-0   |
| 30 грудня 1973 | Фінляндія - Канада         | 4-3  | 2-1,0-2,2-0   |
| 1 січня 1974   | Швеція - СРСР              | 4-5  | 2-2,2-2,0-1   |
| 1 січня 1974   | Фінляндія - США            | 5-1  | 2-0,2-0,1-1   |
| 1 січня 1974   | Канада - Чехословаччина    | 4-2  | 2-0,1-1,1-1   |
| 3 січня 1974   | Фінляндія - Чехословаччина | 6-4  | 4-1,1-2,1-1   |
| 3 січня 1974   | Швеція - Канада            | 4-5  | 2-1,1-1,1-3   |
| 4 січня 1974   | СРСР - США                 | 9-1  | 3-0,1-1,5-0   |
| 5 січня 1974   | США - Чехословаччина       | 3-2  | 0-1.2-1,1-0   |
| 5 січня 1974   | СРСР - Канада              | 9-0  | 1-0,3-0,5-0   |

## Підсумкова таблиця
| Місце | Команда        | І | В | Н | П | ШЗ | ШП | О  |
| ----- | -------------- | - | - | - | - | -- | -- | -- |
| 1     | СРСР           | 5 | 5 | 0 | 0 | 36 | 12 | 10 |
| 2     | Фінляндія      | 5 | 3 | 2 | 0 | 21 | 23 | 6  |
| 3     | Канада         | 5 | 3 | 2 | 0 | 17 | 23 | 6  |
| 4     | Швеція         | 5 | 2 | 3 | 0 | 32 | 21 | 4  |
| 5     | США            | 5 | 1 | 4 | 0 | 10 | 32 | 2  |
| 6     | Чехословаччина | 5 | 1 | 4 | 0 | 19 | 24 | 2  |

## Бомбардири
| Місце | Гравець            | Країна | Г | П | О |
| ----- | ------------------ | ------ | - | - | - |
| 1     | Роланд Ерікссон    | Швеція | 5 | 4 | 9 |
| 2     | Віктор Хатулєв     | СРСР   | 3 | 6 | 9 |
| 3     | Едмундс Васильєвс  | СРСР   | 7 | 1 | 8 |
| 3     | Матс Уландер       | Швеція | 7 | 1 | 8 |
| 5     | Борис Александров  | СРСР   | 6 | 1 | 7 |
| 6     | Томас Градін       | Швеція | 4 | 3 | 7 |
| 7     | Дуг Джарвіс        | Канада | 2 | 5 | 7 |
| 8     | Віктор Вахрушев    | СРСР   | 1 | 6 | 7 |
| 9     | Бу Берглунд        | Швеція | 2 | 4 | 6 |
| 10    | Володимир Гостюжев | СРСР   | 1 | 5 | 6 |

## Нагороди
Найкращі гравці, обрані дирекцією ІІХФ
- Найкращий воротар:  Франк Салайв
- Найкращий захисник:  Віктор Кучеренко
- Найкращий нападник:  Матс Уландер

Команда усіх зірок, обрана ЗМІ
- Воротар:  Тапіо Вірхімо
- Захисники:  Джим Туркевич —  Поль Макінтош
- Нападники:  Томас Градін —  Роланд Ерікссон —  Ісмо Вілла

## Чемпіони
Склад збірної СРСР:
- воротарі — Володимир Мишкін («Крила Рад»), Юрій Новиков («Спартак»);
- захисники — Володимир Кучеренко («Спартак»), Володимир Лохматов, Василь Первухін («Дизеліст»), Олександр Малюгін (СКА), Зінетулла Білялетдінов («Динамо» Москва), Федір Канарейкін (СКА МВО), Михайло Ковальов (ЦСКА), Сергій Бабінов («Трактор»);
- нападники — Віктор Хатулєв, Едмунд Васильєв («Динамо» Рига), Борис Александров, Віктор Гостюжев, Віктор Жлуктов (ЦСКА), Віктор Вахрушев («Крила Рад»), Сергій Меліков (СКА МВО), Євген Лукашин («Дизеліст»), Олександр Корніченко («Трактор»), Борис Чучін (СКА), Володимир Голиков, Володимир Лаврентьєв[ru] («Хімік»).